# Заслуженный изобретатель СССР
Заслуженный изобретатель СССР — почётное звание, присваиваемое авторам изобретений, открывающих новые направления в развитии техники и технологии или имеющих особо важное народнохозяйственное значение.
Присваивался Президиумом Верховного Совета СССР по представлению Государственного комитета СССР по делам изобретений и открытий, и Центрального совета Всесоюзного общества изобретателей и рационализаторов. Лицам, удостоенным звания «Заслуженный изобретатель СССР», вручалась грамота Президиума Верховного Совета СССР и нагрудный знак установленного образца, носимый на правой стороне груди, над орденами СССР (при их наличии).

## История
- Установлено Указом Президиума Верховного Совета СССР от 28 декабря 1981 года N 6277-X;
- Подтверждено Указом Президиума Верховного Совета СССР от 22 августа 1988 года N 9441-XI;
- 30 декабря 1995 года Указом Президента Российской Федерации установлено почетное звание «Заслуженный изобретатель Российской Федерации»

## Лауреаты звания
Всего за время существования почетного звания «Заслуженный изобретатель СССР» его было удостоено 16 человек, а именно:
1. Патон, Борис Евгеньевич (1983)[2]
2. Кошкин, Лев Николаевич (1983)[2]
3. Фёдоров, Святослав Николаевич (1983)[2]
4. Данилов, Леонид Иванович (1984)[3]
5. Илизаров, Гавриил Абрамович (1985)[4]
6. Филиппов, Андрей Никифорович (1985)[5]
7. Костылев, Александр Дмитриевич (1987)[6]
8. Достанко, Анатолий Павлович (1987)[7]
9. Рагульскис, Казимерас Миколович (1987)[8]
10. Матвеенко, Дмитрий Дмитриевич (1988)[9]
11. Портнягина, Вера Александровна (1988)[10]
12. Курдадзе, Александр Давидович (1988)[11]
13. Григорьян, Владимир Геворкович (1988)[12]
14. Сеид-Рза Мир Керим-оглы (1989)[13]
15. Блискунов, Александр Иванович (1990)[14]
16. Панасюк, Лев Моисеевич (1991)[15]

## Описание нагрудного знака
Нагрудный знак и прямоугольная колодка, к которой он крепился с помощью ушка и кольца изготовлялись из томпака, колодка дополнительно покрывалась тонким слоем золота. Диаметр знака составлял 30 мм, колодка имела размеры 25,4 на 16 мм.
Знак на лицевой стороне содержал изображение пятиконечной звезды, покрытой красной эмалью, серпа и молота на фоне шестерни. Острие серпа завершалось изображением летящей ракеты. В верхней части знака по окружности был размещен текст «Заслуженный изобретатель». В нижней части знака на ленту, покрытой красной эмалью, была нанесена аббревиатура СССР.
На оборотной стороне знака размещалась надпись «Заслуженный изобретатель СССР — творец научно технического прогресса».
Все надписи и изображения на знаке были выпуклые, а лицевая сторона была окаймлена бортиком.
Колодка по бокам имела выемку. Внутренняя её часть обтягивалась алой муаровой лентой, к которой крепилось изображение лавровой ветви, выполненной из позолоченного томпака. На оборотной стороне колодка имела булавку для возможности крепления знака на одежде.